# Salvador Puig Antich
Salvador Puig Antich (ur. 30 maja 1948 w Barcelonie, zm. 2 marca 1974 tamże) – hiszpański anarchista. Działał w organizacji Movimiento Ibérico de Liberación. Został stracony przez reżim frankistowski po osądzeniu przez sąd wojskowy i uznaniu winnym śmierci policjanta.
W 2006 r. powstała filmowa biografia Puig Anticha pt. Salvador.